# ROKS Chungnam (FFG-828)
Pour les articles homonymes, voir ROKS Chungnam.
Le ROKS Chungnam (FFG-828) est une frégate de la marine de la république de Corée, le navire de tête de la classe Chungnam. Il est nommé d’après la province de Chungnam.

## Conception
Le Chungnam est le premier navire du lot III de frégates FFX, qui doit remplacer les anciennes frégates (FF) et corvettes de combat de patrouille (PCC) actuellement en service dans la marine sud-coréenne. Le pays prévoit de construire six frégates de 3 600 tonnes pour remplacer les frégates et corvettes obsolètes, afin de protéger le futur groupe aéronaval ou les navires de commerce,,,,.
La classe Chungnam a reçu diverses innovations technologiques par rapport à ses prédécesseurs, les navires du lot II (classe Ulsan). L’introduction des frégates du lot III est une étape importante pour la marine sud-coréenne, car ces frégates serviront également de banc d'essai pour les nouveaux systèmes de combat dont seront équipés les futurs navires KDDX, notamment le « mât intégré » et le système de canon antiaérien CIWS-II. D’autres différences notables par rapport à leurs prédécesseurs incluent l’utilisation de la conception « poutre-caisson », qui aide à minimiser la traînée pendant la navigation ainsi qu’à augmenter la capacité de survie du navire lorsqu’il est touché par le feu ennemi.

### Dimensions
Le ROKS Chungnam a une longueur de 129 mètres, une largeur de 14,8 mètres et une hauteur de 38,9 mètres. Son déplacement standard est de 3600 tonnes, et 4300 tonnes à pleine charge,,,,,,,. L’équipage est de 120 personnes.

### Propulsion
Le ROKS Chungnam utilise le même système de propulsion hybride combiné diesel-électrique ou gaz (CODLOG) que le lot II (classe Daegu). Le système de propulsion électrique réduit considérablement le risque de détection par les sous-marins ennemis, car il ne génère crée pas beaucoup de bruit pendant le fonctionnement normal en croisière. Cependant, en cas d’urgence et notamment en situation de combat, le navire peut démarrer sa puissante turbine à gaz Rolls-Royce MT30, et naviguer à pleine vitesse avec une vitesse maximale de 30 nœuds (55,5 km/h), améliorant ainsi considérablement ses capacités opérationnelles,,,,,,,,.

### Systèmes électroniques
Les frégates de classe Chungnam présentent diverses avancées technologiques par rapport à leurs prédécesseurs. Le Chungnam est un navire dans lequel les excellentes capacités de défense de la Corée du Sud sont concentrées, avec un équipement de détection majeur et un armement, y compris le système de combat, qui peut être appelé le cerveau du navire, tous produits localement. La capacité de défense antiaérienne est considérablement améliorée par rapport aux frégates existantes de la classe Ulsan, grâce à un radar multifonction (MFR) à commande de phase à quatre côtés à matrice fixe, développé avec une technologie nationale. Ce radar est capable de détecter, de suivre et d’engager des cibles aériennes et de surface omnidirectionnellement à 360 degrés, et de répondre à plusieurs cibles aériennes simultanément. Les navires d’escorte existants du lot I (classe Incheon) et du lot II (classe Daegu) exploitent séparément un radar de détection rotatif et un radar de poursuite,,,,,,.
L’une des principales innovations est le nouveau « mât de détection intégré », en anglais Integrated Sensor Mast (ISM), souvent surnommé localement système « semi-AEGIS ». Il s’agit d’une technologie de pointe, développée localement, qui réunit plusieurs composants technologiques avancés, tels qu’un radar à balayage électronique actif à quatre réseaux (AESA), un équipement de recherche et de poursuite dans le spectre infrarouge (IRST) et un système de surveillance électro-optique (EOTS). Ces capteurs devraient aider le navire à mieux détecter les menaces entrantes et à se défendre dans des scénarios de guerre navale intense. En outre, le mât a une conception furtive,,,,.
Le navire a également des excellentes capacités anti-sous-marines, avec un sonar fixe de coque et un sonar à réseau remorqué (TASS) développés avec une technologie nationale,.

### Armement
L’armement comprend un canon principal de 5 pouces (127 mm) Mark 45, un système de lancement vertical coréen (Korean Vertical Launch System, KVLS) universel à 16 tubes, des missiles guidés tactiques mer-sol, des missiles antinavires, des missiles sol-air, y compris le système antimissile sol-air coréen (K-SAAM), et des torpilles anti-sous-marines à longue portée. Les frégates de classe Chungnam sont les premières de la marine sud-coréenne à être équipées du système d'armes de protection rapprochée indigène Close-In Weapon System II (CIWS-II) de LIG Nex1 pour la défense aérienne à courte portée,,,,.

## Carrière
Le ROKS Chungnam a été construit par Hyundai Heavy Industries à Ulsan en Corée du Sud. Après la signature du contrat en mars 2020, la construction a commencé en 2021. Le processus de construction d’un navire débute par la découpe de la première plaque d’acier utilisée pour la coque. Pour le Chungnam, celle-ci a donné lieu à une cérémonie d’inauguration en 2021,.
La Corée du Sud nomme généralement les frégates d’après les provinces et les capitales du pays. En novembre 2022, la Marine a tenu un comité fixant les critères d’adoption des noms de navires, les navires d’escorte utilisant les noms de villes et de provinces spéciales et métropolitaines. La Marine a annoncé que le nom du premier navire de lot III serait Chungnam,, d’après la province côtière de la Corée du Sud « Chungcheongnam-do ».
La marine sud-coréenne a déjà exploité à deux reprises un navire appelé Chungnam. Le premier navire à utiliser le nom Chungnam était le DE-821 (destroyer d’escorte) acquis auprès de la marine américaine en 1963. Il a joué un rôle actif dans l’évacuation d’un ancien sous-marin soviétique qui est entré dans les eaux sous juridiction sud-coréenne en 1964. Le deuxième navire qui a hérité du nom du Chungnam est une frégate (FF-953) construite avec la technologie nationale. Elle a terminé sa formation avec une croisière autour du monde en 1992 et a été désarmée en 2017, après avoir joué un rôle clé dans la protection des eaux territoriales,.
La cérémonie de lancement du Chungnam s’est tenue le 10 avril 2023 au chantier naval de Hyundai Heavy Industries à Ulsan,,,,,,.
Le ministre de la Défense nationale Lee Jong-seop a assisté à la cérémonie en tant qu’invité d’honneur, ainsi que le chef d'état-major de la marine Lee Jong-ho, le directeur de l’administration du programme d’acquisition de la défense Um Dong-hwan, le PDG de Hyundai Heavy Industries Han Young-seok, le vice-président de Hyundai Heavy Industries Han Yongxi, et des responsables de HHI,. Environ 150 personnes ont assisté à la cérémonie qui s’est déroulée dans l’ordre des rites nationaux : un rapport d’avancement des affaires, l’annonce du nom du navire, le discours commémoratif, le discours de félicitations, la cérémonie de lancement et la cérémonie de prière pour une navigation en toute sécurité. Selon la coutume navale, Jemi-young, l’épouse du ministre de la Défense Lee Jong-seop, qui était l’invité d’honneur, a coupé la ligne de lancement reliée au navire. Ensuite, l’invité d’honneur et le capitaine du Chungnam ont dirigé une cérémonie de prières pour un voyage en toute sécurité en coupant le ruban coloré avec des ciseaux et en brisant une bouteille de champagne contre la coque.
Dans son discours de félicitations, le ministre de la Défense nationale Lee Jong-seop a déclaré : « Le Chungnam, avec ses excellentes performances, sera un exemple de construction d’une armée forte en science et technologie et une base solide pour une force maritime forte. » J’espère que vous renforcerez l’entraînement pratique et maximiserez le pouvoir mental de vaincre l’ennemi. »
Le haut fonctionnaire Bang Geuk-cheol, le chef du département des affaires navales de la Defense Acquisition Program Administration, a déclaré : « Le Chungnam est un navire d’escorte avancé, équipé d’un radar multifonctions à commande de phase à la pointe de la science et la technologie nationales. On s’attend à ce qu’il contribue aux exportations de défense, en prouvant à l’échelle mondiale l’excellence des capacités nationales de construction de navires de guerre ».
Le capitaine Lee Gyeong-jin a déclaré : « Tous les membres de l’équipage du Chungnam sont fiers de notre histoire et nos traditions. Si nous combattons avec fierté, nous assurerons une victoire décisive. Je le défendrai fermement ».
Joo Won-ho, le chef de la division Special Ship Business de Hyundai Heavy Industries, a déclaré : « Nous travaillons en étroite collaboration avec le gouvernement et la marine pour construire des navires de guerre de haute qualité et contribuer à renforcer la marine sud-coréenne. »
Le Chungnam est passé par une période d’évaluations et de tests. Après avoir terminé ses essais en mer, le navire a été livré à la marine sud-coréenne le 18 décembre 2024.  La cérémonie de livraison a eu lieu au chantier naval de Hyundai Heavy Industries à Ulsan, à 410 kilomètres au sud-est de Séoul. Après sa mise en service, le navire sera déployé pour des tâches opérationnelles d’ici la fin de 2025,,,,,.